# Žiželice (Ústí nad Labem)
Žiželice é uma comuna checa localizada na região de Ústí nad Labem, distrito de Louny.